# Операція «Юпітер»
Операція «Юпітер» (англ. Operation Jupiter) — наступальна операція військ VIII британського корпусу, що висадилися в Нормандії, в період з 10 по 11 липня 1944 року західніше міста Кан. Складова частина битви за Кан. Корпусу визначалося завдання: силами 43-ї Вессекської піхотної дивізії звільнити села Барон-сюр-Одон, Фонтен-Етупфур, шато де Фонтейн та опанувати висоту 112. Бригада 15-ї Шотландської піхотної дивізії мала захопити Етервіль, Мальто та утворити плацдарми на річці Орн, з яких планувалося ввести в битву танкові підрозділи 4-ї бронетанкової бригади, котра за підтримки піхоти повинна була розвинути наступ вглиб оборони німецьких військ та закріпитися західніше річки Орн. За задумом перший етап планувалося завершити до 09:00 годин ранку, після чого у битву вступали британські танкові війська.
З ранку 10 липня британці доволі швидко здобули визначені цілі, за винятком — бій за висоту 112 точився цілий день, а Мальто переходило з рук у руки кілька разів. О південь 11 липня німці кинули в контратаку підрозділи танкових дивізій СС: 9-ї «Гогенштауфен» і 10-ї «Фрундсберг», яких підтримували важкі танки «Тигр» 102-го важкого танкового батальйону СС. Унаслідок потужного удару британців практично вибили з висоти 112, решти закріпилися тільки на північному схилі висоти.
Операція завершилася тактичним програшом британського VIII корпусу, водночас союзники здобули стратегічну перемогу за рахунок того, що гітлерівці кинули в битву свої останні потужні броньовані резерви, відновити які не уявлялося можливим.

## Історія

### Передумови
Німецький генерал-фельдмаршал Ервін Роммель заявив, що той, хто займає пагорб 112, матиме ключ до всієї Нормандії. З його вершини відкривається гарний краєвид на навколишню місцевість у всі сторони. Далі за висотою на південний схід відкривався оперативний простір для вільного розгортання бронетанкових сил. Тому неминучим стало те, що невелика висота стала ареною однієї з найжорсткіших битв кампанії в Нормандії.
Перший бій за висоту 112 відбувся наприкінці операції «Епсом», коли танки 11-ї бронетанкової дивізії вирвалися з плацдарму, захопленого 2-м батальйоном 15-ї піхотної дивізії, в Турмавіллі. Пагорб 112 був проміжною ціллю на шляху до переправи через річку Орн, але німецький спротив був настільки затятий, що 23-му гусарському полку ціною значних втрат вдалося захопити висоту та з превеликими труднощами утримувати її. Висоту 112 обороняв 8-й піхотний батальйон стрілецької бригади (імені принца-консорта). Тут вони залишилися під артилерійсько-мінометним обстрілом, поки завдяки розшифровки «Ультрою» німецького радіоповідомлення не стало ясно, що на поле бою прибув II танковий корпус СС. Перш ніж німецьке підкріплення могло напасти, генерал Бернард Монтгомері наказав відступити з вершини пагорба.
З 8 по 9 липня британці провели чергову операцію «Чарнвуд», намагаючись захопити Кан та не допустити перекидання німецьких танкових підрозділів з англо-канадського фронту на схід у смугу американського сектору. За підтримки артилерійського рухомого загороджувального вогню три піхотні дивізії, підтримувані трьома бронетанковими бригадами, провели атаку на позиції 12-ї танкової дивізії СС «Гітлерюгенд» і 16-ї авіапольової дивізії Люфтваффе. До кінця дня 3-тя канадська, а також 3-тя і 59-та (Стаффордширська) британські піхотні дивізії зачистили села, що знаходяться на шляху їхнього просування та вийшли на околицю Кана. Вступивши в місто удосвіта наступного дня, союзники зустріли опір з боку залишків німецьких з'єднань, що починали свій відступ за річку Орн. Аеродром в Карпіке був захоплений канадцями рано вранці, а до 18:00 британські і канадські військ з'єдналися і підійшли до північного берега річки Орн. Коли розвідка доповіла, що уцілілі мости Кана охороняються противником або непрохідні, та німецькі резерви на протилежному берегу річки перебувають у повній готовності дати відсіч в разі спроби перетинання мостів, I корпус вимушений був завершити операцію та закріпитися на зайнятих рубежах.

Топографічна карта району південно-західніше Кана

### Битва
О п'ятій годині ранку 10 липня 1944 року з артилерійської підготовки почалася операція «Юпітер». Британські солдати 129-ї бригади за підтримки танків «Черчилль» перейшли з вихідного рубежу на Одонському плацдармі, який простягався від Версона до Барона, в атаку у південно-східному напрямку. Піхота наступала в бойових порядках, як це було ще за часів Першої світової війни. Після артилерійського обстрілу перші батальйони 43-ї дивізії до 8:00 ранку досягли Етервіля та північного схилу висоти 112 та продовжили просування на Мальто. Британці увійшли в село, але німецькі захисники, використовуючи вогонь мінометів та короткі контратаки танкових підрозділів, зірвали спробу британського командування закріпитися у селі, до середини дня стало ясно, що це село не втримати, доки не буде повністю захоплено висоту 112.

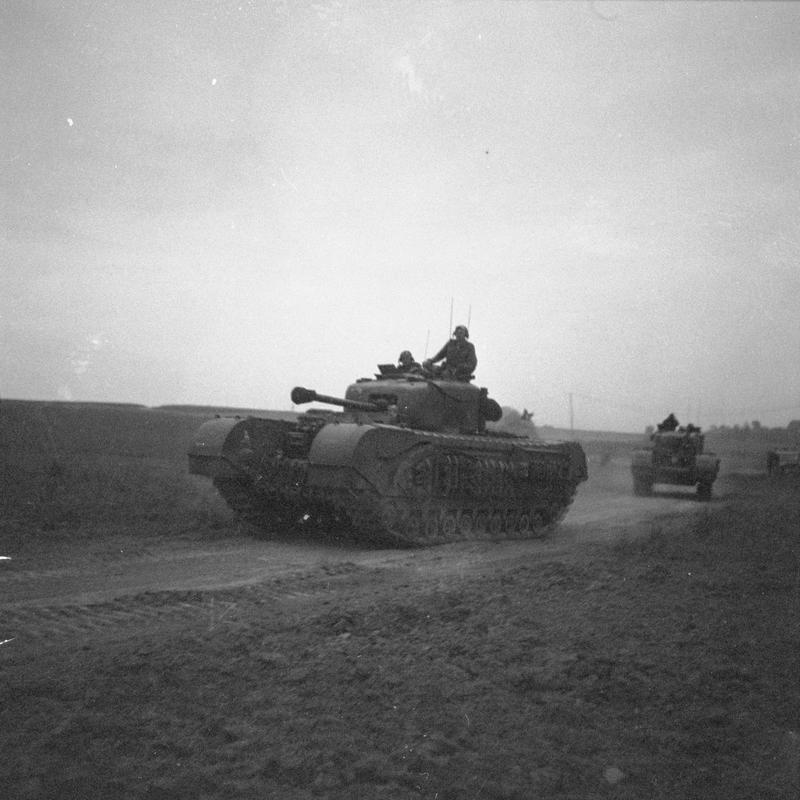
Танки 31-ї бронетанкової бригади висуваються колонною біля Турвіля на вихідний рубіж для наступу. Операція «Юпітер». Липень 1944

Отже 43-тя дивізія так і не опанувала повністю контроль над висотою 112. Німецькі позиції на пагорбі розташовувалися в кукурудзяних полях, а танки були заховані у гаях та ярах. Нарешті німці зупинили просування противника по рубежу дороги Кан-Евресі та під гребенем висот на флангах. Увечері бійці 5-го батальйону легкої піхоти герцога Корнуолла 214-ї бригади та 7-й батальйон Королівського танкового полку атакували висоту з півночі і дійшли до вершини пагорба і навколишніх лісів поблизу, що забезпечило вихід чотирьох бригад 43-ї дивізії на хребет. На північ від Етервіля війська 3-ї канадської дивізії перетнули Одон і заглибилися далі на схід.
Невдовзі після півночі розпочалися неминучі німецькі контратаки. Війська СС атакували одночасно у декількох місцях по всьому фронту. Під час цих контратак німецьким військам вдалося дістатися до Етервіля, але кожного разу потім їх було вибито; англійці пізніше виявили тіла 100 німців на околицям села.
Тим часом запеклі бої розгорнулися на висоті 112. 5-й батальйон легкої піхоти ледве стримував запеклі атаки панцерваффе, а після того, як всі його протитанкові гармати були виведені зі строю і в підрозділі втрати становили 240 вбитих або поранених, батальйон вимушений був відступити назад на дорогу на вершина пагорба.

### Результати операції
Британці зазнали втрату близько 2000 людей під час цієї дводенної операції, яка відбувалася на невеликому клаптику землі, але, тим не менш, своїми діями завдали чутних збитків 10-й танковій дивізії СС «Фрундсберг» та 102-му важкому танковому батальйону СС штурмбанфюрера Ганса Вайсса з його важкими танками «Тигр», а також частині сил 1-ї танкової дивізії Лейбштандарте-СС «Адольф Гітлер».
11 липня Ебербах проінформував командира II танкового корпусу СС обергрупенфюрера Біттріха, що висота 112 є ключовим вузлом у німецькій системі оборонних позицій на південний захід від Кана і її потрібно утримувати за будь-яку ціну, однак унаслідок попередніх боїв Ваффен-СС втратили контроль над половиною пагорба, оскільки 43-тя британська дивізія захопила північні схили і закріпилися на півшляху до вершини висоти 112.
Переваги володіння висотою 112 мали велике тактичне значення, але ситуація навколо висоти прийняла патовий характер, жодна зі сторін не мала вирішальної переваги над противником і тому обидві протиборчі сторони посилення окопувалися на протилежних схилах, перебуваючи на дистанції пострілу між передовими лініями оборони.
Таким чином, за результатами проведення операції «Юпітер», британці не змогли виконати основного завдання — здобути висоту 112 та утворити плацдарм на східному берегу річки Орн. Разом з цим, щонайменше чотири танкові дивізії СС були сковані боями на цьому напрямку і зазнали чутливих втрат. Більше того, німці хотіли відвести з фронту 9-ту танкову дивізію СС «Гогенштауфен», щоб доукомплектувати її особовим складом, технікою та озброєнням та сформувати з неї сильну оперативну резервну групу. Однак, дивізія виявилася заблокованою на своїх позиціях і не було ніяких можливостей у німецького командування реалізувати цей задум та досягти свої стратегічні цілі. Втрати II танкового корпусу СС не могли бути відновлені найскорішим часом, і корпус вже не міг більше мати свій потужний бойовий потенціал, який був у нього вранці 10 липня. Хоча операція й не увінчалася тактичним успіхом, британці сковували німецькі танкові дивізії на своєму фронті, і продовжували виснажувати їх у подальших боях під Каном.